# جاكي دونكور
جاكي دونكور (بالهولندية: Jacky Donkor)‏ هو لاعب كرة قدم بلجيكي وهولندي في مركز الوسط، ولد في 12 نوفمبر 1998 في غنت في بلجيكا. لعب مع وست بروميتش ألبيون.